# Сахарова, Мария Алексеевна
Мария Алексеевна Сахарова (16 февраля 1915, Тверская область — 1999, Видное, Московская область) — свинарка экспериментальной базы «Горки Ленинские» Всесоюзной академии сельскохозяйственных наук имени В. И. Ленина, Ленинский район, Московская область. Герой Социалистического Труда (27.11.1951).

## Биография
Родилась 16 февраля 1915 года в одном из сёл Тверской губернии (ныне — области) в многодетной крестьянской семье. Русская.
Образование начальное.
В конце 1930-х годов переехала в Московскую область и по спецнабору устроилась в полеводческую бригаду экспериментальной базы «Горки Ленинские». Особо тяжёлым был труд в годы Великой Отечественной войны, когда кроме напряжённой работы в хозяйстве за себя и за ушедших на фронт мужчин, база получила ещё задание по заготовке лесоматериалов для нужд фронта и восстановления промышленности.
После Великой Отечественной войны перешла на работу в животноводческое отделение экспериментальной базы, где за ней закрепили свинарник в 100 голов свиней. Добилась высоких результатов по привесу молодняка. В течение 1950 года вырастила 98 поросят от отъёма до 4-месячного возраста при среднем живом весе на каждого поросёнка в 46,8 килограмма.
За достижение высоких показателей в животноводстве в 1950 году при выполнении экспериментальной базой плана сдачи государству сельскохозяйственных продуктов и плана прироста поголовья по каждому виду продуктивного скота и птицы Указом Президиума Верховного Совета СССР от 27 ноября 1951 года Сахаровой Марии Алексеевне присвоено звание Героя Социалистического Труда с вручением ордена ордена Ленина и золотой медали «Серп и Молот».
Трудилась в экспериментальном хозяйстве «Горки Ленинские» почти 50 лет. Добилась высоких результатов по привесу молодняка. После выхода на пенсию в 1990 году переехала к дочери в город Видное Московской области. Умерла в 1999 году
Награждена орденом Ленина (27.11.1951), медалью «За доблестный труд в Великой Отечественной войне 1941—1945 гг.», 2 медалями ВДНХ СССР.

## Награды
- Золотая медаль «Серп и Молот» (27.11.1951)
- Орден Ленина (27.11.1951)
- Медаль «За доблестный труд в Великой Отечественной войне 1941-1945 гг.»
- Медаль «В ознаменование 100-летия со дня рождения Владимира Ильича Ленина» (6 апреля 1970)
- Медаль «За трудовую доблесть»
- Медаль «Ветеран труда»

## Память
- На могиле установлен надгробный памятник.